# Norsjötjärnen (Åsele socken, Lappland, 714600-159420)
Norsjötjärnen är en sjö i Åsele kommun i Lappland och ingår i Lögdeälvens huvudavrinningsområde. Sjön har en area på 0,0444 kvadratkilometer och ligger 405,1 meter över havet. Norsjötjärnen ligger i Lögdeälven Natura 2000-område.

## Delavrinningsområde
Norsjötjärnen ingår i det delavrinningsområde (714487-159578) som SMHI kallar för Inloppet i Lögdasjön. Medelhöjden är 435 meter över havet och ytan är 11,43 kvadratkilometer. Räknas de 27 avrinningsområdena uppströms in blir den ackumulerade arean 196,14 kvadratkilometer. Avrinningsområdets utflöde Lögdeälven (Lögdån) mynnar i havet. Avrinningsområdet består mestadels av skog (77 procent) och sankmarker (18 procent). Avrinningsområdet har 0,05 kvadratkilometer vattenytor vilket ger det en sjöprocent på 0,4 procent.